# Abarca Bolea-y-Castro
Abarca Bolea-y-Castro était un ministre de Charles Quint et de Philippe II.
Il était de la même famille que Don Jérôme Abarca-Bolea-y-Portugal. On a imprimé sous son nom en 1578 quelques poésies et on lui attribue une Histoire de la grandeur et des merveilles des provinces du Levant.